# Йордан Леонардич
Йордан Илиев Леонардич е български писател и драматург.

## Биография
Роден е на 16 февруари 1885 г. в Оряхово. През 1907 г. сътрудничи на списание „Южни цветове“, в което са публикувани едноактните му пиеси „Кандило“ и „Другари“, подписани с името Юр. Ил. Леонардич. За някои драми използва псевдонимите Ю. И. Лъвин и И. Лъвин. Почива на 21 януари 1924 г. в София.